# Coronation Glacier
Coronation Glacier är en glaciär i Kanada.   Den ligger i territoriet Nunavut, i den östra delen av landet, 2 500 km norr om huvudstaden Ottawa. Coronation Glacier ligger 138 meter över havet.
Terrängen runt Coronation Glacier är bergig österut, men västerut är den kuperad. En vik av havet är nära Coronation Glacier åt nordost. Trakten runt Coronation Glacier är nära nog obefolkad, med mindre än två invånare per kvadratkilometer.. Det finns inga samhällen i närheten.
Trakten runt Coronation Glacier är permanent täckt av is och snö.